# Куламалла, Ахмед
Ахмед Куламалла (фр. Ahmed Koulamallah; 11 февраля 1912, Масенья, Французский Чад — 5 сентября 1995, Нджамена) — чадский политический и государственный деятель, премьер-министр Чада в 1959 году.

## Биография
Родился в семье султана багирми. Видный представитель реформаторского суфийского братства Тиджания в Чаде.
Политик, радикальный социалистический лидер, воинственный мусульманский фундаменталист. В 1950 году был одним из основателей Независимой социальной партии Чада (позже — Независимой социалистической партии Чада), связанной с Французской секцией Рабочего интернационала.
Позже, член Африканского социалистического движения.
С 12 марта 1959 по 26 марта 1959 года занимал пост главы (премьер-министра) временного правительства Автономной Республики Чад (фр. République autonome du Tchad).
В январе 1962 года все политические партии в Чаде были запрещены, а в сентябре 1963 года были арестованы все лидеры оппозиции. Куламалле удалось бежать в Камерун. Через несколько дней он был арестован при содействии камерунских властей и экстрадирован в Чад, где немедленно заключён в тюрьму. Оставался в тюрьме до 1971 года, затем снова с 1972 по 1975 год, когда президент Ф. Томбалбай был свергнут в результате государственного переворота.
Умер в 1995 году в Нджамене.